# Марьевка (Марьевский сельсовет)
Ма́рьевка — село в Сакмарском районе Оренбургской области. Административный центр Марьевского сельсовета.

## География
Село находится на расстоянии примерно 10 км (по прямой) к северо-западу от села Сакмара, административного центра района.

### Часовой пояс
Село Марьевка, как и вся Оренбургская область, находится в часовой зоне МСК+2. Смещение применяемого времени относительно UTC составляет +5:00.

## Население
| 2010 |
| ---- |
| 665  |

### Национальный состав
Согласно результатам переписи 2002 года, в национальной структуре населения русские составляли 58 % из 714 чел.